# Първа Софийска въстаническа оперативна зона
Първа Софийска въстаническа оперативна зона е териториална и организационна структура на т. нар. Народоосвободителна въстаническа армия (НОВА) по време на комунистическото съпротивително движение в България (1941-1944) през Втората световна война.
Първа Софийска въстаническа оперативна зона на НОВА е създадена през април 1943 година от главния щаб на НОВА. Зоната е разделена на четири военнооперативни района: Трънски, Дупнишки, Ботевградски и Ихтимански.. По указание на Ц.К. на БРП (к) и Главния щаб на НОВА е сформиран щабът на зоната:
- Комендант (командир) на въстаническата зона – Лев Главинчев
- Политкомисар – Георги Чанков
- Началник-щаб – Здравко Георгиев
- Сътрудници на щаба – Владо Тричков, Борис Новански, Коста Чакаларов, Тодор Живков[3]

От септември 1943 година командир е Владо Тричков, а политкомисар Владо Георгиев. От юли 1944 година командир е Славчо Трънски, политкомисар Георги Аврамов
В зоната действат две партизански бригади, десет отряда и бойни групи:
- Партизанска бригада „Чавдар“ (София)
- Първа софийска народоосвободителна бригада
- Втора софийска народоосвободителна бригада
- Четвърта софийска въстаническа бригада
- Трънски партизански отряд
- Ихтимански партизански отряд
- Царибродски партизански отряд
- Шопски партизански отряд
- Радомирски партизански отряд
- Рило-пирински партизански отряд
- Кюстендилски партизански отряд „Драговищица“
- Дупнишки партизански отряд
- Брезнишки партизански отряд
- Босилеградски отряд „Георги Раковски“ [6]